# Abásfalva
Abásfalva (románul Aldea, németül Abtsdorf)  falu Romániában Hargita megyében, Székelyudvarhelytől 11 km-re délkeletre a Nagy-Homoród völgyében. 1913 előtt Homoródabásfalva volt a neve.

## Története
A hagyomány szerint a közeli Homoródszentmárton papjai (abbéi) telepítették a falut időközben elmagyarosodott fogarasi román pásztorokkal.
Nevét az oklevelek 1566-ban Abástfalva alakban említették először, majd egy év múlva, az 1567. évi regestrumban 6 kapuval jegyezték fel.
Katolikus lakói a reformáció idején unitáriusok lettek. A trianoni békeszerződésig Udvarhely vármegye Homoródi járásához tartozott.
1910-ben 486 magyar lakosa volt.
1992-ben 393 magyar lakosa volt.

## Látnivalók
Unitárius temploma 1879-ben épült.